# Julius Rolshoven

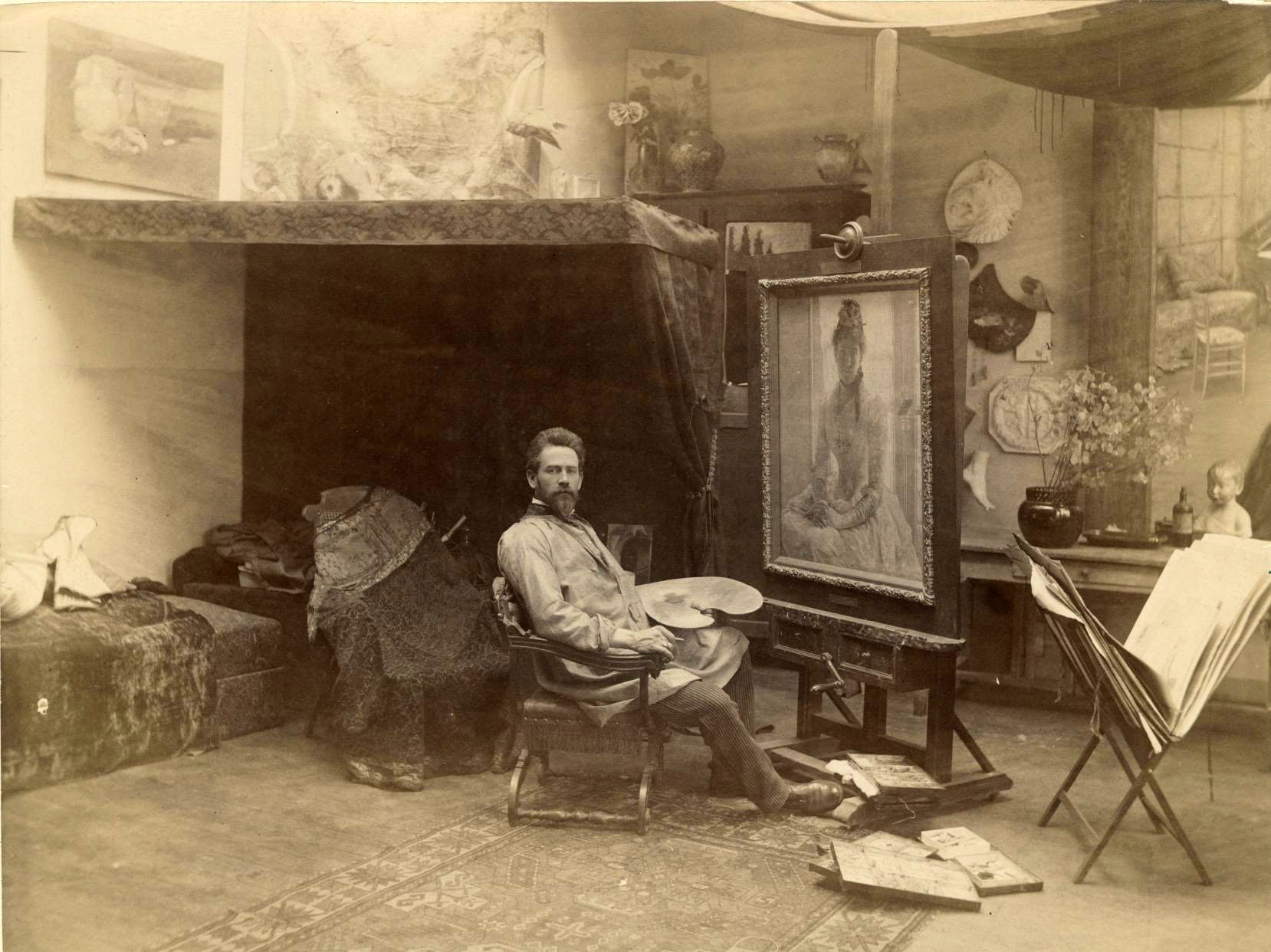
Julius Rolshoven in seinem Pariser Atelier, zwischen 1890 und 1895

Julius Rolshoven (* 28. Oktober 1858 in Detroit; † 7. Dezember 1930 in New York City) war ein US-amerikanischer Porträt-, Genre- und Landschaftsmaler.

## Leben
Rolshoven wuchs als zweites von drei Kindern von Frederick Rolshoven (1827–1906) und dessen Frau Maria Therese Hubertina, geb. Hellings (1839–1930), in Detroit (Michigan) auf. Sein Vater, Frederick Rolshoven, war ein deutschstämmiger Goldschmiedemeister, der eines der führenden Schmuckgeschäfte Detroits gegründet hatte. Mit seinem Vater besuchte Rolshoven 1876 die Centennial Exhibition in Philadelphia. Die dort erhaltenen Eindrücke verstärkten seinen Wunsch, Maler zu werden. Von der National Academy of Design in New York City abgewiesen, begann Julius Rolshoven als 18-Jähriger ein Studium an der Cooper Arts School, ebenfalls in New York City.
1877 wechselte er auf die Kunstakademie Düsseldorf, wo er bis 1878 Schüler von Heinrich Lauenstein und Hugo Crola war. Dann schrieb er sich in der Münchner Königlichen Akademie der Bildenden Künste ein. Dort unterrichteten ihn Ludwig von Löfftz und der US-Amerikaner Frank Duveneck. Mit weiteren Duveneck-Schülern, die wie er aus den Vereinigten Staaten kamen, etwa John White Alexander und Joseph DeCamp, wird er daher kunstgeschichtlich zu den Duveneck Boys gezählt. Gemeinsam reisten sie nach Venedig, wo sie etwa ein Jahr blieben. 1883 bis 1884 hielt er sich als Schüler Duvenecks in Florenz auf. 1884 zog nach Paris. Dort besuchte er die Académie Julian unter Tony Robert-Fleury und William Adolphe Bouguereau. Am 10. März 1887 heiratete er in Florenz Anna Eliza Chickering (1859–1896), die Tochter von George Harvey Chickering (1830–1899), des Miteigentümers des Klavierbauunternehmens Chickering & Sons. An der Pariser Weltausstellung 1889 nahm Rolshoven teil und gewann eine silberne Medaille. Auch auf den Weltausstellungen in Chicago 1893 und Paris 1900 stellte er aus. 1896 zog er nach London, wo seine erste Frau, die keine Kinder geboren hatte, am 5. Dezember starb. 1902 ging er wieder nach Florenz und leitete eine Malklasse. 1910 bereiste er Tunesien.
1914 zog er wegen des Ersten Weltkriegs mit seiner zweiten Frau, Harriette Haynes Blazo (* 1877), die er am 1. Dezember 1915 in Los Angeles heiratete, nach Taos (New Mexico) und wurde in der dortigen Künstlerkolonie Mitglied der Taos Society of Artists. 1916 ging er nach Santa Fe (New Mexico), wo er im Palace of the Governors ein Atelier unterhielt. Zwischen 1920 und seinem Tod wechselte er seinen Aufenthalt zwischen den Wohnorten Florenz, Detroit und Santa Fe. Nachdem er im Oktober 1930 von einem Aufenthalt in Florenz in Manhattan angekommen war, erkrankte er schwer und ließ sich in New Yorks St. Luke’s Hospital einliefern. Dort starb er am 7. Dezember. Rolshovens Grab befindet sich auf dem Elmwood Cemetery in Detroit.

## Werke (Auswahl)

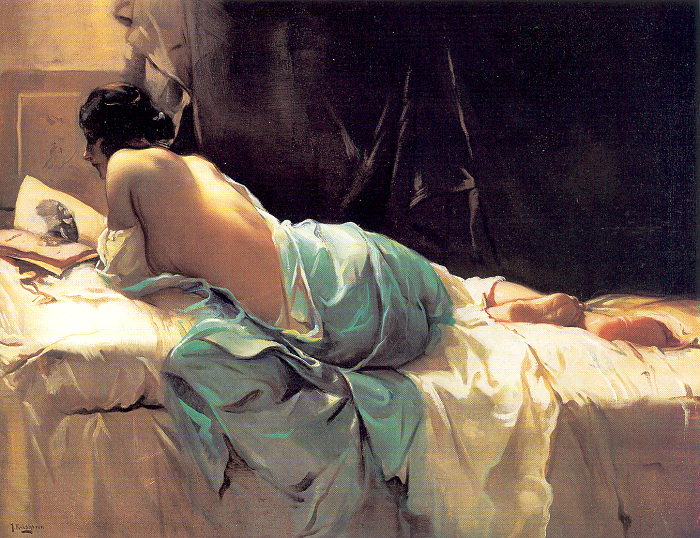
Weiblicher Akt, lesend, um 1900

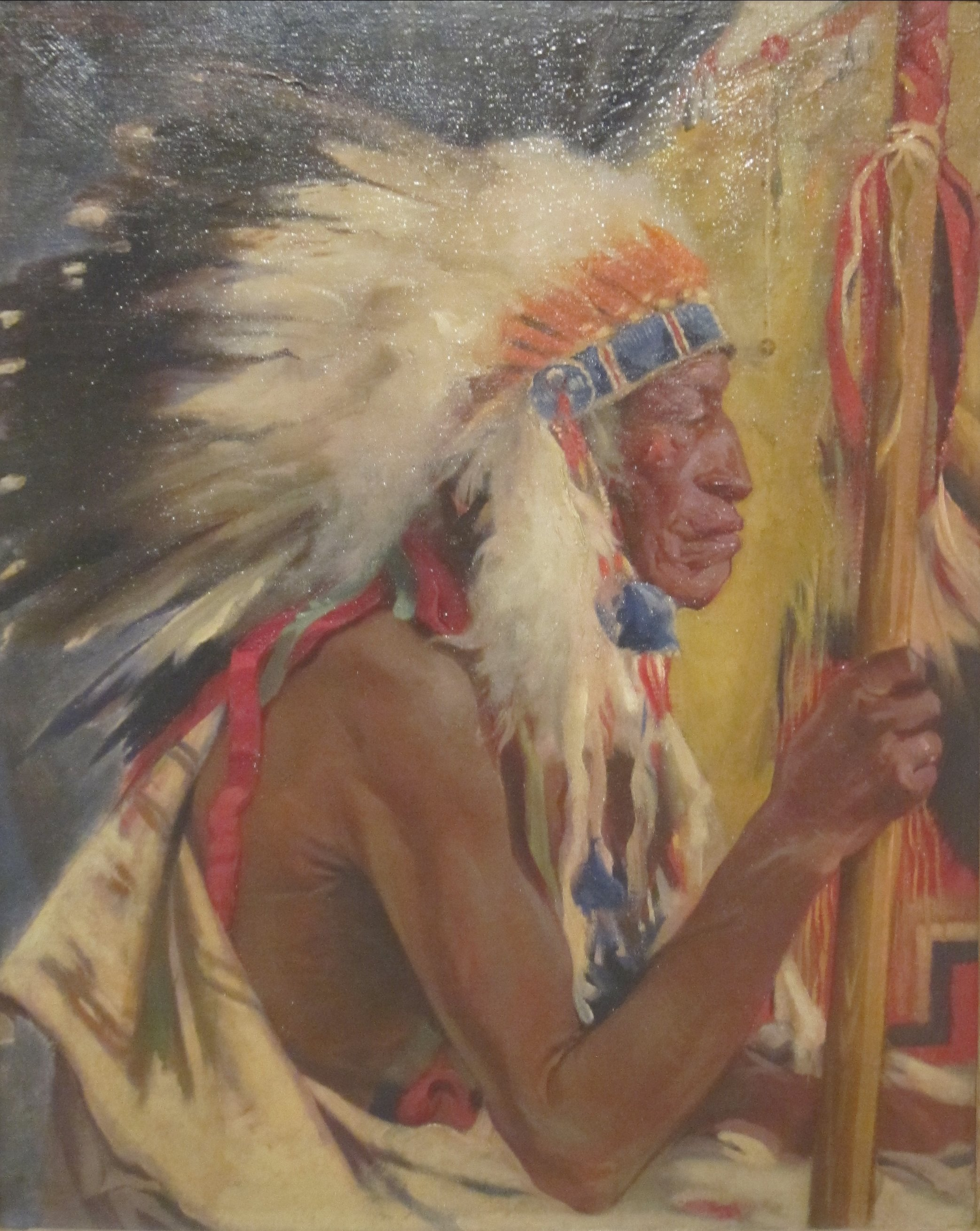
Tao War Chief, undatiert

Unter dem Einfluss des Ästhetizismus seiner Zeit malte Rolshoven im Stil der Akademischen Kunst. Bekannt sind vor allem seine weiblichen Akte und Porträts, außerdem die Bildnisse, die er von Pueblo-Indianern in New Mexico schuf.
- Junge Frauen auf dem Markt von Assisi (Assisi Market Girls), um 1890
- Weiblicher Akt, lesend (Model Reading), um 1900
- Mohnfeld (Field of Poppies), um 1900
- Das Refektorium von San Damiano, Assisi (The Refectory of San Damiano, Assisi), um 1907, Detroit Institute of the Arts
- Indianermarkt (Indian Market), um 1917, American Museum of Western Art, Denver
- Die Rückkehr des verwundeten Kriegers (The Wounded Warrior’s Return), Öl auf Leinwand, um 1920
- Die Dilettantin (Dilettante), um 1920, El Paso Museum of Art